# 詐欺による意思表示
詐欺による意思表示（さぎによるいしひょうじ）とは、他人の欺罔行為によって表意者（意思表示を行った者）が錯誤に陥ったためになされた意思表示をいう。強迫による意思表示とともに瑕疵ある意思表示とされる。なお、詐欺による意思表示は、ある者の詐欺行為のために表意者が錯誤に陥ってなした意思表示を指すのであり、表意者に対してある者がなした詐欺行為そのものとは異なる。
- 日本の民法は、以下で条数のみ記載する。

## 詐欺による意思表示の要件
1. ある者が表意者に対して欺罔行為をすること
作為・不作為を問わず、沈黙や単なる意見の陳述も状況によっては詐欺になりうる[1][2]。ただし、信義に反し違法性が認められる程度のものでなければならず、日常の商取引において許容される程度の誇大な口説などは欺罔行為があるとまではいえないとされる[3][4]。なお、無権代理人が相手方に対して代理権の存在があると偽って代理行為に及ぶ場合には無権代理の問題であり96条の適用はない[1]。
2. 相手方が錯誤に陥ること
欺罔行為によって相手方が錯誤に陥る必要がある[1]。欺罔行為と錯誤による意思表示との間には因果関係を要する（因果関係については別個の要件として構成される場合もある）[3]。
3. 欺罔行為をした者に故意（錯誤に陥らせて意思表示させようと意図）があること
相手方を錯誤に陥らせて意思表示させようとする故意を要する[1]。欺罔についての故意とそれによって意思表示をさせることについての故意の双方を要する[3]。

## 詐欺による意思表示の効果

### 当事者間の関係
詐欺による意思表示は取り消すことができる（96条1項）。被詐欺者に重過失があっても取り消すことができる。その結果、既に履行された部分について不当利得返還請求権が発生する。

### 第三者詐欺の場合
第三者が詐欺を行った結果として相手方に瑕疵ある意思表示した場合（いわゆる第三者詐欺）においては、相手方がその事実を知り、又は知ることができたときに限って意思表示を取り消すことができる（96条2項）。2017年の民法改正により相手方が「知ることができたとき」が追加された（2020年4月施行予定）。
なお、取消しには無過失であることが必要とされる（多数説）。

### 第三者との関係
先述のように詐欺による意思表示は取り消すことができるが（96条1項）、強迫による意思表示の取消しとは異なり、詐欺による意思表示の取消しは善意でかつ過失がない第三者に対してはその取消しの効果を主張をすることができない（96条3項）。
なお、目的物が動産の場合には取消しの前後に関わらず即時取得しうる（192条）。
- 第三者の意義

96条3項の「第三者」とは「詐欺による意思表示の後、新たに利害関係を有するに至った者」である。
96条3項の趣旨は取消しの遡及効から善意の第三者を保護するためであるから、善意の第三者は取消しの遡及効によって不利益を受ける者でなければならないと考えられるため、善意の第三者は取消しがなされるまでに利害関係に入らなければならない（取消し後に利害関係に入った者の保護のあり方については後述のように別途問題となる）。
- 対抗関係

詐欺による意思表示の取消しは善意でかつ過失がない第三者に対しては対抗できない（96条3項）。ただし、対抗関係であるから第三者側から取消しによる無効を主張することは許される。
- 善意

第三者が保護されるためには善意でなければならない（96条3項）。
- 無過失

第三者が保護されるためには無過失でなければならない（96条3項）。第三者の無過失については無過失不要説と無過失必要説が対立していたが、2017年の民法改正により「善意でかつ過失がない第三者」と改められた（2020年4月施行予定）。
- 登記の問題

第三者の登記の必要性については、登記不要説と登記必要説（ただし、対抗関係にないため対抗要件としての登記ではなく、権利保護要件ないし権利資格要件としての登記を必要とみる）が対立する。
- 取消し後に新たな利害関係を生じるに至った者

先述のように善意の第三者が96条3項の「第三者」として保護を受けるためには意思表示の取消しがなされるまでに利害関係に入らなければならない。したがって、取消し後に新たな利害関係を生じるに至った者は96条3項でいう「第三者」には含まれないことなる（講学上は「取消前の第三者」に対して「取消後の第三者」として論じられる）。詐欺による意思表示を取り消した者と取消し後に新たな利害関係を生じるに至った者との関係については177条による対抗問題になるとするのが従来の通説・判例であるが、取消しの前後を問わず96条3項適用によって処理すべきとの説、取消後の第三者との関係については94条2項類推適用によって処理すべきとの説（近時の有力説）などもある。

### 詐欺と錯誤の二重効
従来、詐欺による意思表示は表意者が錯誤に陥る点で民法第95条の錯誤と共通しており、多くの学説は両者の要件を満たす場合（詐欺と錯誤の二重効の場合）には表意者は96条による取消しと改正前95条の錯誤無効を選択的に行使できるとしていた。
なお、2017年の民法改正により錯誤の効果が無効から取消しに変更された（2020年4月施行）。

### 会社法上の特則
会社法は設立時発行株式及び募集株式の引受けについて法的安定性を確保するため民法の一般原則を変更している。株式の引受けに関しては一定期間後（発起人については株式会社成立後、設立時募集株式の引受人は株式会社成立後又は創立総会・種類創立総会で議決権を行使した後、募集株式の引受人は株主となった日から1年経過後又はその株式について権利を行使した後）は詐欺を理由とする取消しはできないものとされている（会社法51条2項・会社法102条4項・会社法211条2項）。